# Switching Goals
Switching Goals is een Amerikaanse komische televisiefilm uit 1999 van David Steinberg. De hoofdrollen zijn voor de Olsen Twins (Ashley en Mary Kate).

## Verhaal
De identieke tweelingzussen Sam en Emma Stanton delen alles met elkaar maar zijn qua karakter totaal verschillend. De jongensachtige Sam is supersportief, terwijl Emma zich eerder toelegt op mode en afspraakjes maken. Omdat vader Jerry Sam vaak begeleidt tijdens het sporten, voelt Emma zich buitengesloten. Na druk van zijn vrouw verkiest hij Emma om voor zijn voetbalteam te spelen boven zijn favoriete dochter Sam. Maar Emma voelt zich toch niet helemaal op haar gemak als voetbalster en Sam, die door omstandigheden in een andere ploeg terechtkomt, wil absoluut voor haar vader spelen. De meisjes beslissen dan ook om van identiteit te wisselen.

## Rolverdeling
| Acteur            | Personage                         |
| ----------------- | --------------------------------- |
| Mary-Kate Olsen   | Samantha Caterina "Sam" Stanton   |
| Ashley Olsen      | EmmaLynn "Emma" Elizabeth Stanton |
| Kathryn Greenwood | Denise Stanton                    |
| Joe Grifasi       | Dave                              |
| Trevor Blumas     | Greg Jeffries                     |
| Eric Lutes        | Jerry Stanton                     |
| Keith Knight      | Willard Holmes                    |
| Michael Cera      | Taylor                            |